# Савас Цитуридис
Савас Цитуридис (на гръцки: Σάββας Τσιτουρίδης) е гръцки политик от Нова демокрация, бивш министър на труда и социалната защита.

## Биография
Роден е в Кукуш (Килкис) в 1954 година. Учи право в Аристотелевия университет в Солун, а по-късно във Франция и Великобритания. От 1981 до 1990 и от 1995 до 1996 Цитуридис работи за Европейската комисия в Брюксел по въпроси засягащи земеделието, конкуренцията, държавните субсидии и вътрешния пазар. Член е на Централния комитет на Нова демокрация от април 1994 г. Избиран е за депутат от Кукуш на изборите в 1996 и 2000 г. През юни 2000 г. става министър в сянка за екологията, градоустройството и обществените поръчки. През март 2004 г. е назначен за министър на селското развитие и продоволствието, но подава оставка през септември същата година, след като става ясно, че е използвал влиянието си за преместването на сина си в друга университетска специалност. Връща се в кабинета на 15 февруари 2006 като министър на труда и социалната защита. Подава оставка на 28 април 2007 година след скандал с облигации.